# 1248
Cette page concerne l'année 1248  du calendrier julien.
L'année 1248 est une année bissextile qui commence un mercredi.

## Événements
- Entre le 27 mars et le 24 avril[2] : mort de Güyük, 3e khan suprême des Mongols, alors qu’il marchait vers l’ouest avec son armée. Sa veuve Oghul Qaïmich d’origine merkit ou oïrat, assume la régence. La désignation du futur khan pose un problème. Oghul Qaïmich voudrait certainement élever au trône son fils Koutcha, et consentirait à l’élection du neveu de Guyuk, Chiremune pour que la branche d’Ögödei conserve le pouvoir. Mais elle se heurte aux ambitions de Batu et de Soyourghagtani, épouse de Tolouï[3].
- 20 août : Abou Yahia, chef des Béni Mérin (Marinides), prend Fès et y installe sa capitale[4]. Il rejette l’autorité du calife almohade de Marrakech et se proclame vassal de Abu Zakariya, calife hafside de Tunis[5].
- 25 août : le roi de France Louis IX s'embarque à Aigues-Mortes pour une septième croisade avec sa femme Marguerite de Provence.
- 7 septembre : la septième croisade débarque à Chypre. Louis IX doit y hiverner jusqu'au 30 mai 1249[6].
- 20 décembre : Louis IX, qui rêve de s’allier avec les Mongols pour prendre les musulmans en tenaille, reçoit à Chypre une délégation de Mongols qui lui fait miroiter une possible conversion de ceux-ci au christianisme. Il fait alors parvenir aux Mongols de précieux cadeaux en retour. Se méprenant sur son geste, les Mongols le traitent comme un simple vassal, en lui demandant de renouveler chaque année ses présents[7].

### Europe
- 2 février : la nuit de la Chandeleur, les Guelfes sont chassés de Florence (fin en 1250)[8].
- 18 février : Frédéric II échoue devant Parme et perd la Romagne et Spolète[9]. Il se  retire en Sicile.

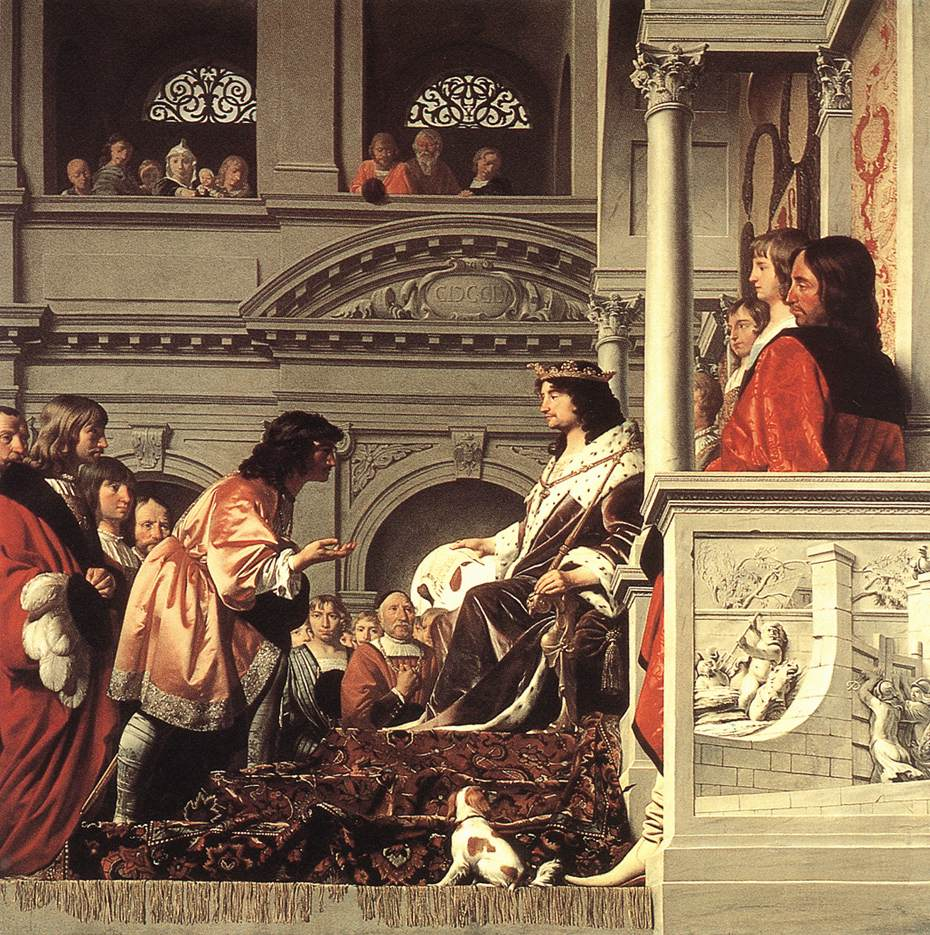
Guillaume de Hollande garantissant les privilèges, toile de Caesar van Everdingen (1654)

- 11 mars : Zierikzee, en Zélande, obtient le droit de cité[10].
- 26 avril : consécration solennelle de la Sainte Chapelle de Paris[11].
- 15 mai[12] : nouveau procès contre le Talmud qui est à nouveau condamné et brûlé à Paris.
- Mai : visite en Suède du cardinal-légat Guillaume de Sabina. Il participe au synode de Skänninge (organisation des premiers chapitres cathédraux, célibat des prêtres)[13].
- 14 août : la construction de la cathédrale de Cologne commence en Allemagne[14].
- 28 août : départ de la septième croisade organisée par Louis IX à Aigues-Mortes[15].
  - Le sénéchal de Champagne Jean de Joinville participe à la septième croisade aux côtés du roi Louis IX dont il est le confident et le conseiller.
  - Blanche de Castille est régente de France.
- 1er novembre :  Guillaume de Hollande est couronné roi des Romains à Aix-la-Chapelle après avoir pris la ville en octobre[16].
- 23 novembre : la reconquête chrétienne de l'Espagne est presque complète avec la prise de Séville[17]. Les musulmans ne gardent que Grenade. Ferdinand III chasse les Maures de la ville (la capitulation des cités d’importance étant suivie, pour des raisons de sécurité, de l’exode des habitants musulmans). La population est remplacée par des Castillans, des Génois, des Catalans et des Juifs. Les musulmans ou mudéjars sont regroupés dans des morerias au sein des villes où ils s’administrent eux-mêmes et jouissent d’une totale liberté contre le paiement d’un tribut.
- Nuit du 24 au 25 novembre : 500 millions de m³ s'éboulent de la montagne du Granier, en Savoie, tuant plus de 1 000 personnes[18].

- Le roi de Norvège Haakon IV supplie les Lübeckois d’envoyer rapidement des grains à Bergen pour parer à la disette[19].
- En Morée, la ville de Monemvasia (Malvoisie) tombe aux mains des Latins après deux ans de siège[20].
- Albert le Grand et Thomas d'Aquin vont ensemble de Paris à Cologne[21].